# 살인마 가족
《살인마 가족》(영어: House of 1000 Corpses)은 미국에서 제작된 2003년 블랙 코미디 공포 영화이다. 롭 좀비가 각본, 연출, 공동 작곡을 담당하였으며, 좀비의 연출 데뷔작이다. 시드 헤이그, 빌 모즐리, 셰리 문 좀비, 캐런 블랙 등이 출연하였고, 앤디 굴드 등이 제작에 참여하였다.
좀비가 유니버설 스튜디오 할리우드에서 귀신의 집을 짓던 중 만들게 된 영화이다. 2000년에 유니버설 스튜디오 할리우드 옥외 촬영지와 캘리포니아주 벌렌시아에서 촬영이 이루어졌다. 1974년 영화 《텍사스 전기톱 학살》, 1977년 영화 《공포의 휴가길》 등의 1970년대 공포 영화에 영향을 받았다.
소위 파이어플라이 영화 시리즈의 신호탄이 되었으며, 속편 《살인마 가족 2》(2005)와 《3 프롬 헬》(2019)로 이어진다.

## 줄거리
1977년 핼러윈에 초짜 강도들이 주유소를 털려다가 주인 캡틴 스폴딩과 조수 러벨리에게 죽는다. 
후에 특이한 도로변 명소를 다루는 책을 쓰는 10대 제리, 빌, 메리, 데니즈는 "괴물과 광인 박물관" 주인이기도 한 스폴딩을 만나 닥터 사탄에 관한 전설을 듣는다. 닥터 사탄이 목이 매달렸다는 나무를 찾아 도로를 달리던 중 마침 집에 그 나무가 있다는 히치하이커 베이비 파이어플라이를 만나 차에 태워준다. 곧 잠복해있던 누군가 산탄총을 쏴 차 타이어가 터진다. 라디오에서는 치어리딩 대회에 나갔던 학생들이 실종됐다는 뉴스가 나온다. 빌은 견인차에 연락하기 위해 베이비의 집에 가게 되고, 나머지 일행도 베이비의 이부 오빠 루퍼스가 집으로 데려온다.
10대들은 베이비의 입양된 오빠 오티스, 기형의 거인인 또 다른 이부 오빠 타이니, 어머니, 할아버지 휴고와 저녁을 함께 하고, 베이비의 어머니는 전남편 얼이 타이니를 불태워 죽이려고 한 적이 있다고 말한다. 식사 후 10대들은 베이비의 가족이 올리는 악취미로 가득한 핼러윈 쇼를 감상하고, 베이비가 빌에게 치근덕대자 화가 난 메리는 빌과 잠시 신경전을 벌인다. 루퍼스가 차 수리가 끝났다고 해 빌과 메리는 차를 타고 떠나지만 곧 허수아비를 가장한 오티스와 타이니에게 다시 붙잡힌다.
빌은 조각이 나 오티스의 예술 작품 재료로 쓰이고, 메리는 오티스에게 고문을 당하고, 데니즈는 인형처럼 입혀져 침대에 묶이고, 제리는 베이비가 좋아하는 영화 배우를 맞추지 못한 죄로 두피가 벗겨진다. 데니즈의 아빠인 전직 경찰 돈의 신고로 보안관보 조지와 스티브가 추적 끝에 데니즈의 차, 그리고 차 트렁크에 담긴 치어리더의 훼손된 시체를 발견한다. 이들은 파이어플라이가를 방문하고, 조지가 실종된 10대들에 관해 질문하자 베이비의 어머니가 조지의 머리를 쏴버린다. 이어 오티스가 돈과 스티브를 죽인다.
메리, 데니즈, 제리는 토끼 옷이 입혀지고, 오티스는 돈의 얼굴 가죽을 가면처럼 쓰고 데니즈를 괴롭힌다. 메리는 도망치려다가 베이비의 칼에 찔려 죽는다. 제리와 데니스는 관에 담겨 우물 밑으로 내려지는데 닥터 사탄의 실험 실패작들이 나타나 제리를 끌고 간다. 남겨진 데니스는 홀로 터널을 통해 이동하다가 닥터 사탄, 지적 장애인들과 마주친다. 제리는 닥터 사탄의 수술대에서 산 채로 해부되고 돌연변이 조수 얼은 데니즈를 쫓아오다가 무너진 터널에 깔린다.
데니즈가 도로로 나와 캡틴 스폴딩의 차를 얻어탄 뒤 기진맥진하여 잠이 들자마자 차 뒷좌석에서 오티스가 나타나난다. 정신을 차린 데니즈는 닥터 사탄의 수술대 위에 올라와있는 자신을 발견한다.

## 출연진
- 시드 헤이그 - 캡틴 스폴딩 역
- 빌 모즐리 - 오티스 드리프트우드 역
- 셰리 문 좀비 - 베이비 파이어플라이 역
- 캐런 블랙 - 머더 파이어플라이 역
- 크리스 하드윅 - 제리 골드스미스 역
- 에린 대니얼스 - 데니즈 윌리스 역
- 제니퍼 조스틴 - 메리 놀즈 역
- 레인 윌슨 - 빌 허들리 역
- 월턴 고긴스 - 보안관보 스티브 내시 역
- 톰 톨스 - 보안관보 조지 와이델 역
- 매슈 맥그로리 - 타이니 파이어플라이 역
- 데니스 핌플 - 그랜드파 휴고 역
- 해리슨 영 - 돈 윌리스 역
- 어윈 키스 - 러벨리 역
- 마이클 J. 폴러드 - 스터키 역

## 기타 제작진
- 공동 제작: 대니엘 실링 러벗
- 협력 제작: 조엘 해치
- 배역: 도널드 폴 펨릭, 딘 E. 프롱크
- 의상: 어맨다 프리들런드
- 특수 분장: 웨인 토스